# Samaria (Bolivien)
Samaria war eine selbständige Ortschaft im Departamento Santa Cruz im südamerikanischen Anden-Staat Bolivien.

## Lage im Nahraum
Samaria war fünftgrößte Ortschaft des Kanton Paurito im Landkreis (bolivianisch: Municipio) Santa Cruz in der Provinz Andrés Ibáñez. Sie liegt auf einer Höhe von 401 m direkt östlich der Grenze des Kanton Santa Cruz, der die Stadtregion Santa Cruz umfasst. Seit der Volkszählung 2012 ist Samaria nicht mehr als eigenständige Ortschaft notiert, sondern Ortsteil der Metropole Santa Cruz geworden.

## Geographie
Samaria liegt im bolivianischen Tiefland östlich der Anden-Gebirgskette der Cordillera Central.
Die mittlere Durchschnittstemperatur der Region liegt bei 24 °C, der Jahresniederschlag beträgt etwa 1000 mm (siehe Klimadiagramm Santa Cruz). Die Region weist ein tropisches Klima mit ausgeglichenem Temperaturverlauf auf, die Monatsdurchschnittstemperaturen schwanken nur unwesentlich zwischen 20 °C im Juli und 26 °C im Dezember. Die Monatsniederschläge liegen zwischen unter 50 mm in den Monaten Juli und August und über 150 mm im Januar.

## Verkehrsnetz
Samaria liegt in einer Entfernung von zwölf Straßenkilometern südöstlich von Santa Cruz, der Hauptstadt des Departamentos.
Ausgehend vom zweiten innerstädtischen Ring Avenida El Trompillo führt die Avenida San Aurelio in südwestlicher Richtung aus der Metropole Santa Cruz hinaus, nach sechs Kilometern beim Mercado Los Pocitos führt eine Seitenstraße in nordöstlicher Richtung in die Gemeinde Samaria und weiter nach Arroyito.

## Bevölkerung
Die Einwohnerzahl des Ortes ist im vergangenen Jahrzehnt auf das Sechsfache angestiegen:
| Jahr | Einwohner | Quelle       |
| ---- | --------- | ------------ |
| 1992 | 177       | Volkszählung |
| 2001 | 517       | Volkszählung |

Aufgrund der historisch gewachsenen Bevölkerungszuwanderung weist die Region einen gewissen Anteil an Quechua-Bevölkerung auf, im Municipio Santa Cruz sprechen 12,0 Prozent der Bevölkerung die Quechua-Sprache.